# Список князей, княжон и княгинь императорской крови

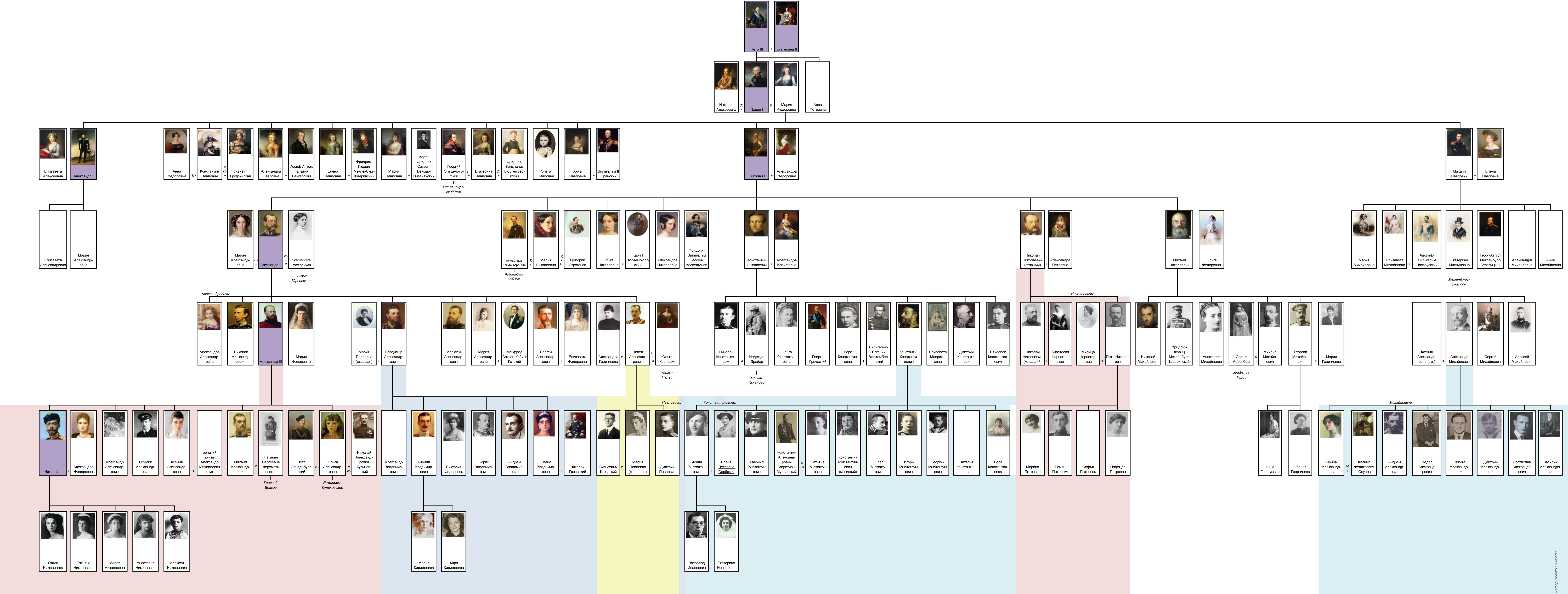
Дом Романовых от Петра III до революции

Список князей, княжон и княгинь императорской крови включает всех потомков русских императоров, которым был пожалован этот титул законодательно (в него не входит Владимир Кириллович, рожденный 30 августа 1917 года, которому официально он не был дарован, но две его старшие сестры успели его получить).

## Список

### Князья
| Имя                               | Портрет | Дата рождения (нов. ст.) | Дата смерти (нов. ст.) | Отец                      | Жена и дети | Примечание                                                                                                   |
| --------------------------------- | ------- | ------------------------ | ---------------------- | ------------------------- | --- | --- |
| 8-е поколение                     |         |                          |                        |                           | | |
| Иоанн Константинович              |         | 5 июля 1886              | 18 июля 1918           | Константин Константинович | - Жена: Княгиня императорской крови Елена Петровна Сербская - Дети: князья императорской крови Всеволод Иоаннович, Екатерина Иоанновна | Правнук Николая I. В течение нескольких дней после рождения носил титул великого князя. Убит под Алапаевском |
| Гавриил Константинович            |         | 15 июля 1887             | 28 февраля 1955        | Константин Константинович | Жены: 1. Антонина Рафаиловна Нестеровская (1890—1950), балерина; в эмиграции получила титулы княгиня Стрельнинская, светлейшая княгиня Романовская-Стрельнинская. 2. Ирина Ивановна Куракина (1903—1993), в эмиграции получила титул светлейшая княгиня Романовская-Куракина | Правнук Николая I. В эмиграции 15 мая 1939 получил титул великого князя ad personam                          |
| Константин Константинович-младший |         | 1 января 1891            | 18 июля 1918           | Константин Константинович | | Правнук Николая I. Убит под Алапаевском                                                                      |
| Олег Константинович               |         | 27 ноября 1892           | 12 октября 1914        | Константин Константинович | | Правнук Николая I. Умер от раны, полученной в одном из сражений Первой Мировой войны.                        |
| Игорь Константинович              |         | 10 июня 1894             | 18 июля 1918           | Константин Константинович | | Правнук Николая I. Убит под Алапаевском                                                                      |
| Георгий Константинович            |         | 6 мая 1903               | 7 ноября 1938          | Константин Константинович | | Правнук Николая I.                                                                                           |
| Роман Петрович                    |         | 17 октября 1896          | 23 октября 1978        | Пётр Николаевич           | - Жена: Прасковья Дмитриевна Шереметьева (1901—1980) - Дети: Николай Романович, Димитрий Романович | Правнук Николая I.                                                                                           |
| Андрей Александрович              |         | 24 января 1897           | 8 мая 1981             | Александр Михайлович      | Жены: 1. Елизавета Фабрициевна Сассо 2. Надин Сильвия Аде Макдугал (1908—2000) - Дети: Ксения Андреевна, Михаил Андреевич, Андрей Андреевич, Ольга Андреевна | Внук Александра III по материнской линии, и правнук Николая I по прямой мужской линии.                       |
| Фёдор Александрович               |         | 23 декабря 1898          | 30 ноября 1968         | Александр Михайлович      | - Жена: княжна Ирина Павловна Палей (1903—1990) - Дети: Михаил Фёдорович | Внук Александра III по материнской линии, и правнук Николая I по прямой мужской линии.                       |
| Никита Александрович              |         | 16 января 1900           | 12 сентября 1974       | Александр Михайлович      | - Жена: Воронцова-Дашкова, Мария Илларионовна - Дети: Никита Никитич, Александр Никитич | Внук Александра III по материнской линии, и правнук Николая I по прямой мужской линии.                       |
| Дмитрий Александрович             |         | 15 августа 1901          | 7 июля 1980            | Александр Михайлович      | Жены: 1. Марина Сергеевна Голенищева-Кутузова (1912—1969), в эмиграции княгиня Романовская-Кутузова 2. Маргарет Шейла Чизхолм - Дети: Надежда Дмитриевна Романова | Внук Александра III по материнской линии, и правнук Николая I по прямой мужской линии.                       |
| Ростислав Александрович           |         | 24 ноября 1903           | 31 августа 1978        | Александр Михайлович      | Жены: 1. Александра Павловна Голицына 2. Элис Бейкер Елькен 3. Хедвига Ева Мария Гертруда фон Шапюи - Дети: Ростислав Ростиславович, Николай Ростиславович | Внук Александра III по материнской линии, и правнук Николая I по прямой мужской линии.                       |
| Василий Александрович             |         | 7 июля 1907              | 24 июня 1989           | Александр Михайлович      | - Жена: Наталья Александровна Голицына, светлейшая княгиня Романовская (титул ею не принят) - Дети: Марина Васильевна | Внук Александра III по материнской линии, и правнук Николая I по прямой мужской линии.                       |
| 9-е поколение                     |         |                          |                        |                           | | |
| Всеволод Иоаннович                |         | 20 января 1914           | 18 июня 1973           | Иоанн Константинович      | Жены: 1. леди Мэри Лигон, в эмиграции светлейшая княгиня Романовская-Павловская 2. Эмилия де Госцони, в эмиграции светлейшая княгиня Романовская 3. Элизабет-Валли Кнуст, в эмиграции светлейшая княгиня Романовская-Павловская Кнуст                                        | Праправнук Николая I.                                                                                        |

### Княжны
| Имя                                                              | Портрет | Дата рождения (нов. ст.) | Дата смерти (нов. ст.) | Отец                      | Муж и дети | Примечание |
| ---------------------------------------------------------------- | ------- | ------------------------ | ---------------------- | ------------------------- | --- | --- |
| 8-е поколение                                                    |         |                          |                        |                           | | |
| Татьяна Константиновна                                           |         | 29 января 1890           | 28 августа 1979        | Константин Константинович | Мужья: 1. Князь Багратион-Мухранский, Константин Александрович 2. Александр Васильевич Корочинцов - Дети: Багратион-Мухранский, Теймураз Константинович, Наталья Багратион-Мухранская | Правнучка Николая I. |
| Наталия Константиновна                                           |         | 23 марта 1905            | 23 мая 1905            | Константин Константинович | | Правнучка Николая I. Умерла во младенчестве. |
| Вера Константиновна                                              |         | 24 апреля 1906           | 11 января 2001         | Константин Константинович | | Правнучка Николая I. |
| Марина Петровна                                                  |         | 11 марта 1892            | 15 мая 1981            | Пётр Николаевич           | - Муж: Александр Николаевич Голицын | Правнучка Николая I. |
| Надежда Петровна                                                 |         | 15 марта 1898            | 21 апреля 1988         | Пётр Николаевич           | - Муж: Николай Владимирович Орлов - Дети: Ирина, Ксения | Правнучка Николая I. |
| Софья Петровна                                                   |         | 15 марта 1898            | 15 марта 1898          | Пётр Николаевич           | | Правнучка Николая I. Близнец Надежды. Умерла при рождении. |
| Нина Георгиевна                                                  |         | 20 июня 1901             | 26 февраля 1974        | Георгий Михайлович        | - Муж: Павел Александрович Чавчавадзе (1899—1971) - Дети: Чавчавадзе, Давид Павлович                                                                                                  | Правнучка Николая I. |
| Ксения Георгиевна                                                |         | 22 августа 1903          | 17 сентября 1965       | Георгий Михайлович        | Мужья: 1. Уильям Лидс 2. Херман Джад - Дети: Нэнси Лидс | Правнучка Николая I. |
| Ирина Александровна, княгиня Юсупова, графиня Сумарокова-Эльстон |         | 15 июля 1895             | 26 февраля 1970        | Александр Михайлович      | - Муж: князь Юсупов, Феликс Феликсович - Дети: Юсупова, Ирина Феликсовна | Внучка Александра III по материнской линии, и правнучка Николая I по прямой мужской линии.                                                                                       |
| 9-е поколение                                                    |         |                          |                        |                           | | |
| Мария Кирилловна                                                 |         | 2 февраля 1907           | 27 октября 1951        | Кирилл Владимирович       | - Муж: принц Карл Лейнингенский - Дети: 7 человек | Титул княжны крови императорской признан за ней манифестом императора Николая II 28 июля 1907. По мнению кирилловцев, считалась великой княжной с 1918 г. d.j. и c 1924 г. d. f. |
| Кира Кирилловна                                                  |         | 9 мая 1909               | 21 сентября 1967       | Кирилл Владимирович       | - Муж: принц Луи Фердинанд Прусский - Дети: 7 человек | По мнению кирилловцев, считалась великой княжной с 1918 г. d.j и c 1924 г. d. f.                                                                                                 |
| Екатерина Иоанновна                                              |         | 25 июля 1915             | 13 марта 2007          | Иоанн Константинович      | - Муж: маркиз Нобиле Руджеро Фараче ди Виллафореста - Дети: Николетта, Фьяметта, Джованни                                                                                             | С предикатом «Её Светлость». Праправнучка Николая I. |

### Княгини
| Имя                     | Портрет | Дата рождения (нов. ст.) | Дата смерти (нов. ст.) | Муж                                                                        | Отец                  | Примечание |
| ----------------------- | ------- | ------------------------ | ---------------------- | -------------------------------------------------------------------------- | --------------------- | ---------- |
| 8-е поколение           |         |                          |                        |                                                                            |                       |            |
| Елена Петровна Сербская |         | 5 ноября 1884            | 16 октября 1962        | C 3 сентября 1911 супруга князя императорской крови Иоанна Константиновича | Пётр I, король Сербии |            |